# Tedeschi di Romania

Zone tradizionalmente germaniche in Transilvania, Satu Mare e Banat

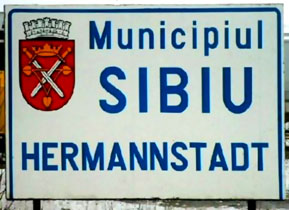
Cartello bilingue del municipio di Sibiu - Hermannstadt

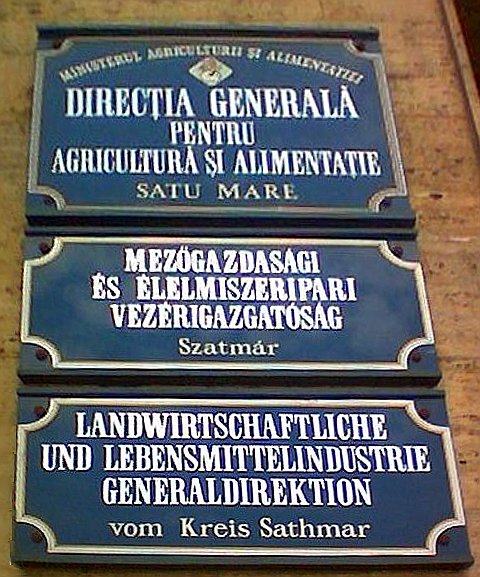
Cartelli trilingue a Satu Mare - romeno, ungherese e tedesco

I Tedeschi di Romania ((DE)  Rumäniendeutsche) sono una etnia minoritaria della Romania, che secondo il censimento del 1930 era rappresentata da 745.421 persone. Il censimento del 2002 ne conteggiò 60.088. Secondo il sondaggio del 2022, ci sono ancora circa 22.900 tedeschi nel Paese.

## Gruppi
I tedeschi di Romania e Moldavia non sono un gruppo etnico unitario. Per lingua parlata, cultura e storia, si distinguono in diversi gruppi, che differiscono tra loro dalla provenienza di origine e di destinazione:
- Sassoni di Transilvania, il gruppo più noto, che si identifica con il tedesco di Romania per antonomasia.
- Svevi di Satu Mare e Svevi del Banato, gruppo di Svevi del Danubio di Romania.
- Landler, protestanti di Sibiu.
- Zipser, tedeschi di Maramureș.
- Tedeschi della Bucovina, con presenza in Gura Humorului (maggioritaria nel 1930), Suceava, Rădăuți, Vatra Dornei e Cernăuți.
- Tedeschi della Bessarabia (1918-1940).
- Tedeschi del vecchio Regno di Romania
  - Tedeschi della Dobrugia, coloni in tre fasi dal 1840-1891.

## Demografia
Evoluzione della popolazione tedesca in Romania:
- 1930: 745.421 persone (4,1% della popolazione)[3] rispettivamente 23,7% della popolazione del Banato,[4] 8,9% Bucovina[4], 7,9% Transilvania;[4], 3% della popolazione della Bessarabia e 2,8% della Dobrugia.
- 1948: 343.913 persone (2,2% della popolazione della Romania);
- 1956: 384.708 persone (2,2% della popolazione della Romania);
- 1977: 359.109 persone
- 1992: 111.301 persone
- 2002: 59.764	persone
- 2011:	36.042 persone[5][6]

Il censimento del 2011 conteggiò 27.019 tedeschi dichiarati.

## I tedeschi di Romania verso la Germania Ovest
I sassoni di Transilvania e gli Șvabi del Banato furono oggetto della più grande compravendita di uomini avvenuta nel XX secolo, tra il Governo della Germania Ovest e quello della Repubblica Socialista di Romania. Nel 1943, Romania e Germania permisero ai tedeschi di Romania di arruolarsi volontariamente nelle Waffen SS, ove molti diressero campi di concentramento, come nel caso di Victor Capesius da Sighișoara, farmacista laureato a Cluj-Napoca, che divenne il direttore della farmacia del campo di concentramento di Auschwitz. Alla fine della guerra la maggior parte degli arruolati Waffen SS rimase in Germania mentre i sassoni rimasti vennero presi di mira dal Partito Comunista Rumeno e deportati in campi di concentramento sovietici. Nel 1930 il censimento contava 700.000 tedeschi, nel 1948 ne restavano 400.000.
Molti cercarono di emigrare nella Germania Ovest. All'inizio degli anni '60 il Governo romeno iniziò a contrattare con quello tedesco. I Sassoni e gli Șvabi dietro pagamento della Germania ovest avrebbero potuto lasciare la Romania. Un laureato poteva costare più di 10.000 marchi. La Germania Ovest otteneva lavoratori di lingua e cultura tedesca facilmente inseribili nel mondo del lavoro. Le negoziazioni furono condotte da Heinz Günther Hüsch per il Governo tedesco e dalla Securitate, presso l'Hotel Ambasador di Bucarest, in segreto. Tra il 1968 e il 1989 Hüsch riuscì a portare in Germania Ovest 240.000 tedeschi romeni, e la Romania ricevette dai 1,5 ai 3 miliardi di marchi tedeschi. La Securitate intascava anche i soldi degli stessi richiedenti che pagavano migliaia di lei per velocizzare le operazioni di ottenimento del passaporto.